# Kostel svatého Jakuba Staršího (Bořejov)
Kostel sv. Jakuba Staršího je nejvýznačnější památkou vesničky Bořejov, která je částí obce Ždírec na Českolipsku v Libereckém kraji. Kostel spolu s ohradní zdí je zapsán na seznamu nemovitých kulturních památek České republiky od 20. ledna 1965.

## Historie
Farnost v Bořejově (a tedy i kostel) je doložena rejstříkem papežských desátků (Registra decimarum papalium) k roku 1352.

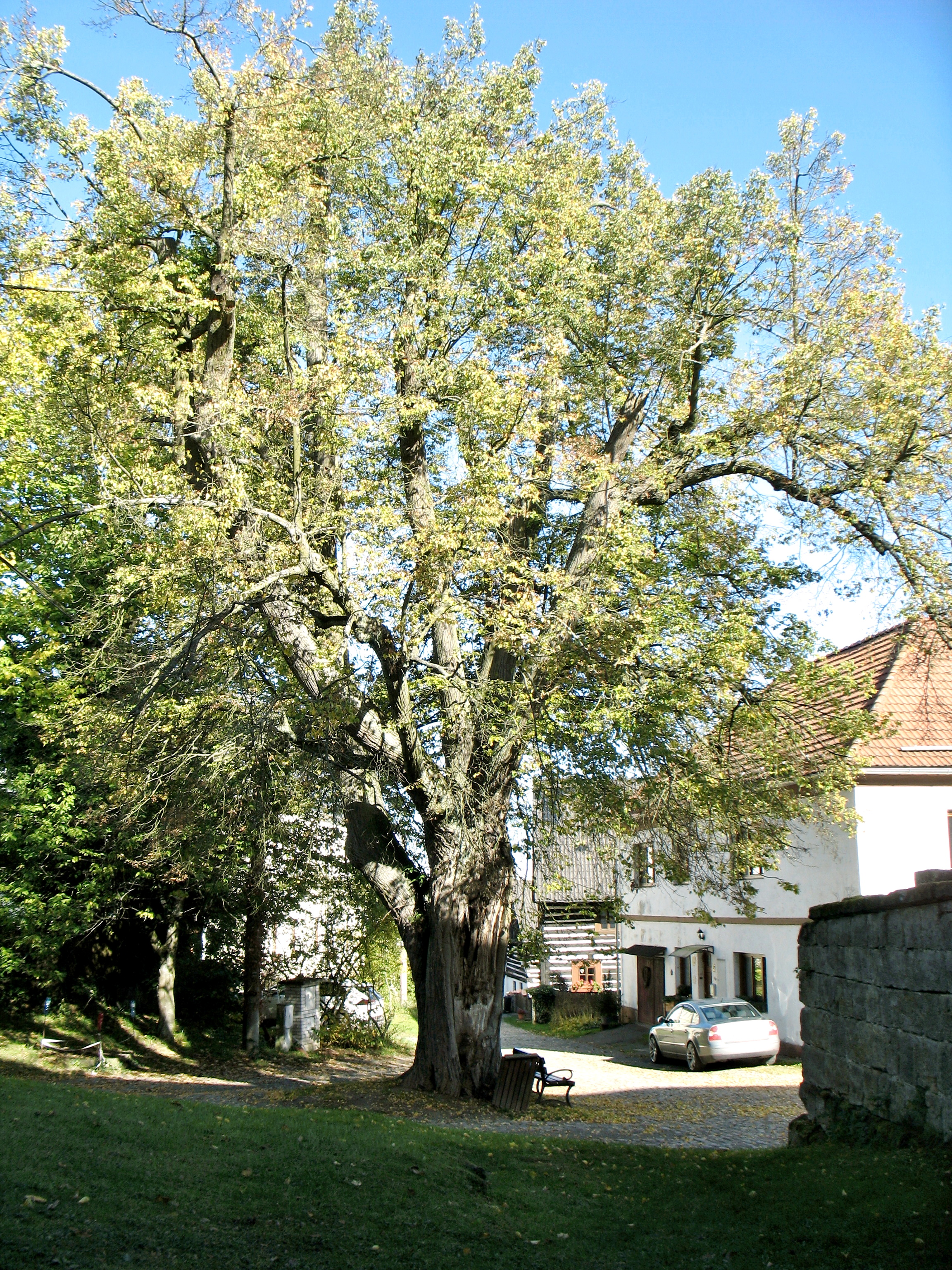
Dvě stě let stará Bořejovská lípa před kostelem

Patronátní právo nad kostelem, jakož i právo dosazovat faráře měli v letech 1358–1363 místní vladykové, kteří byli pravděpodobně leníky nedalekého hradu Houska, později toto právo získali přímo držitelé hradu Houska.
Kostel byl původně dřevěný. Farnost (plebanie) zanikla v roce 1427, zřejmě v důsledku husitských válek, které neblaze ovlivnily strukturu duchovní správy v širokém okolí (kvůli válkám např. zanikla plebanie v Chlumu u Dubé nebo Drchlavě).
Kostel byl přifařen k farnosti Bezděz a v rozmezí let 1679–1724 k faře v obci Kruh. V roce 1699 začaly být v Bořejově vedeny samostatné matriky a v roce 1703 byl dřevěný kostel přebudován na kamenný. V roce 1727 byla dostavěna nová dřevěná fara a do Bořejova byl instalován samostatný farář. V dobách existence historické farnosti Bořejov patřily do jejího obvodu kromě Bořejova také vesnice Ždírec, Ždírecký důl, Tubož, Blatce, Blatečky, Korce, Vlkov, Plešivec, Houska, Kbelsko a samoty Palác, Tubožský dvůr, Gamberg, Pfeiferberg, Sandberg, Gömmerschreiterberg, Matreiberg, Nechutnov a Schlosserberg.
V roce 1825 byla před západním průčelím vybudována hranolová věž a v roce 1868 byly pořízeny věžní hodiny. Ve věži byly umístěny tři zvony, pocházející z 18. století. Tyto zvony však byly zabaveny a odvezeny v době první a druhé světové války ve 20. století.
Duchovní správci kostela jsou uvedeni na stránce: Římskokatolická farnost Bořejov.

## Na přelomu 20. a 21. století
Ve 2. polovině 20. století začali farnost spravovat kněží z okolí, Bořejov od té doby až dodnes nemá vlastního kněze. V 90. letech 20. století došlo k devastaci kostela, byl několikrát vykraden a zpustl. Duchovní správu obstarává farář farnosti Bělá pod Bezdězem. Od roku 2003 začalo o kostel pečovat občanské sdružení Drobné památky severních Čech a v kostele se opět čas od času konají bohoslužby, probíhá postupná oprava a revitalizace. Každoroční poutní slavnost se v Bořejově koná vždy v červenci, a to v sobotu, která je nejblíže svátku sv. apoštola Jakuba (25. červenec).

## Stavební podoba kostela
Kostel je jednolodní barokní stavba s věží ve středu vstupního průčelí a polygonálním závěrem presbytáře. Uvnitř kostela je trojboká dřevěná kruchta, z původních barokních varhan, opravených v roce 1884, byla zachována jen část skříně. Vnitřní omítky jsou značně poškozené. Zařízení kostela, které bylo zdevastováno a dochovalo se jen částečně, je s přispěním občanů a místních spolků postupně obnovováno a doplňováno.

## Fotogalerie

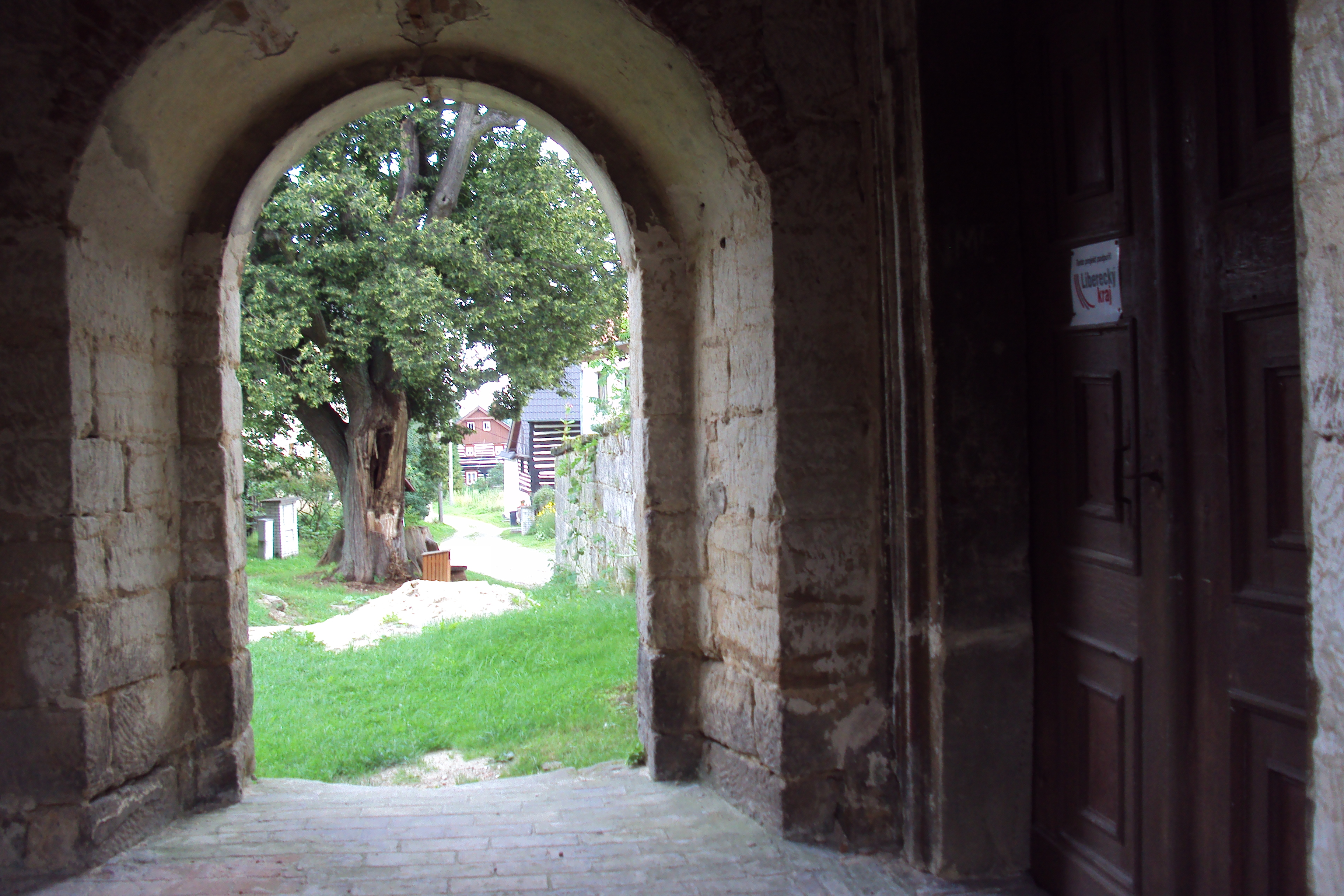
Vstup do kostela
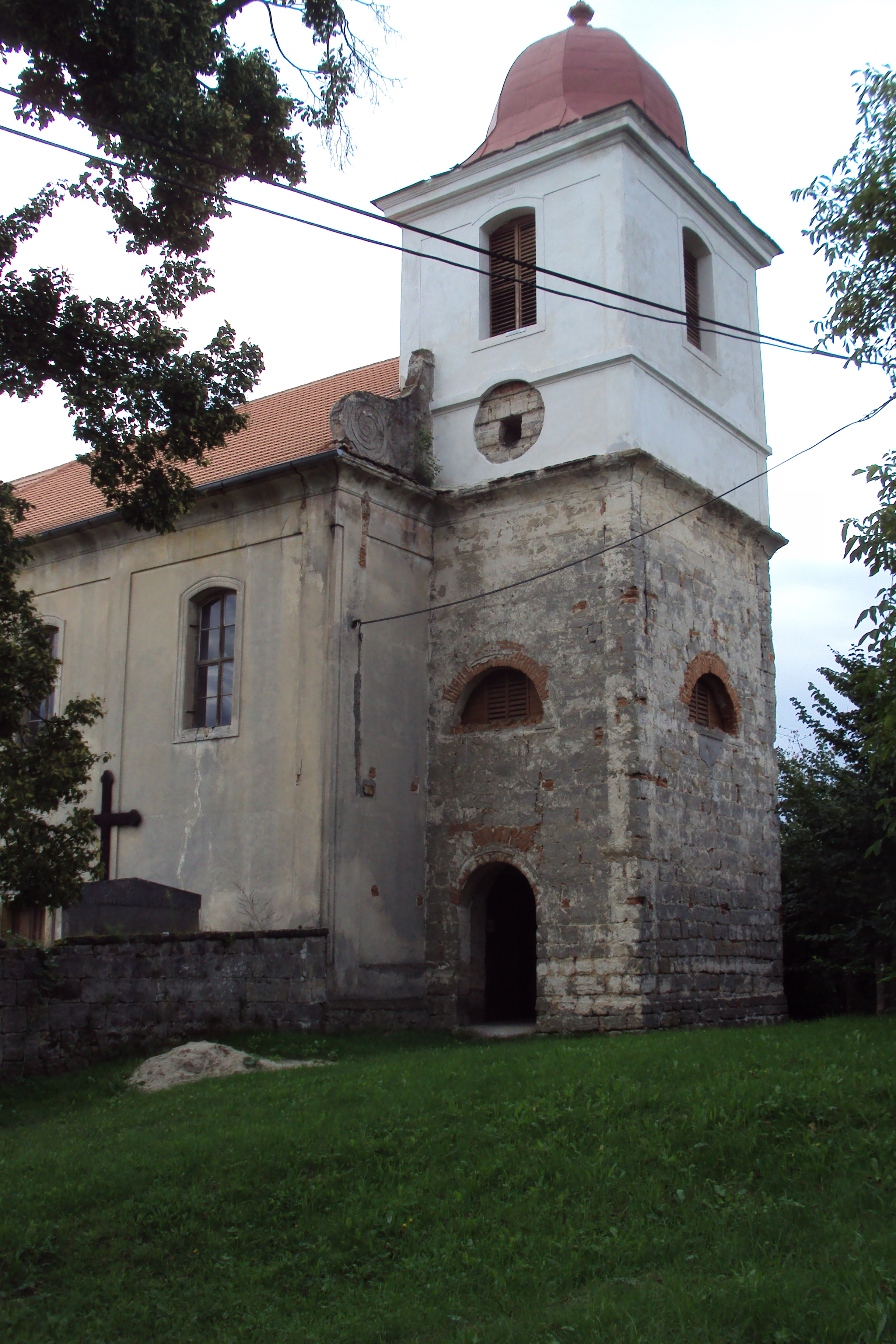
Kostelní věž
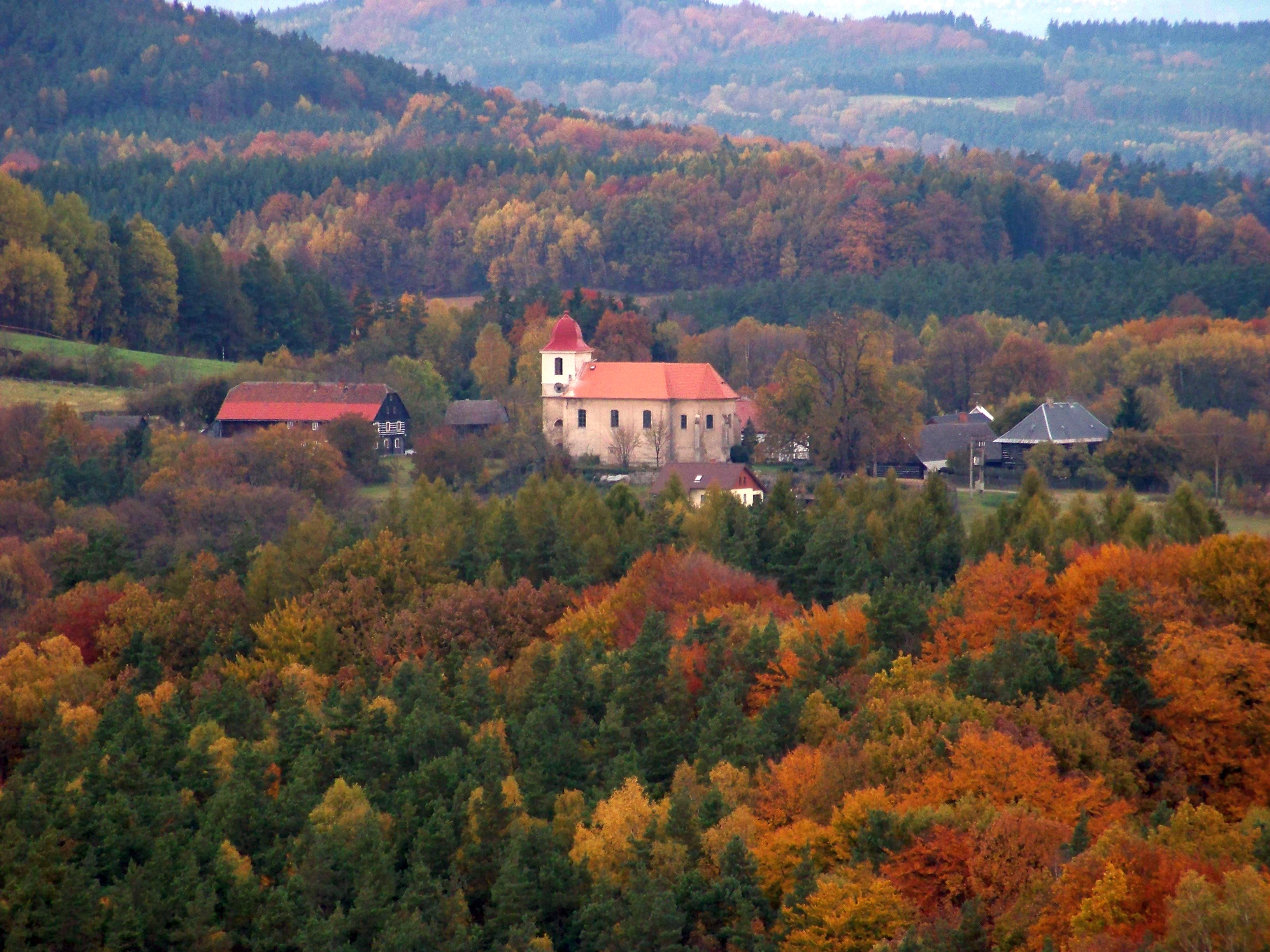
Pohled na kostel od hradu Houska
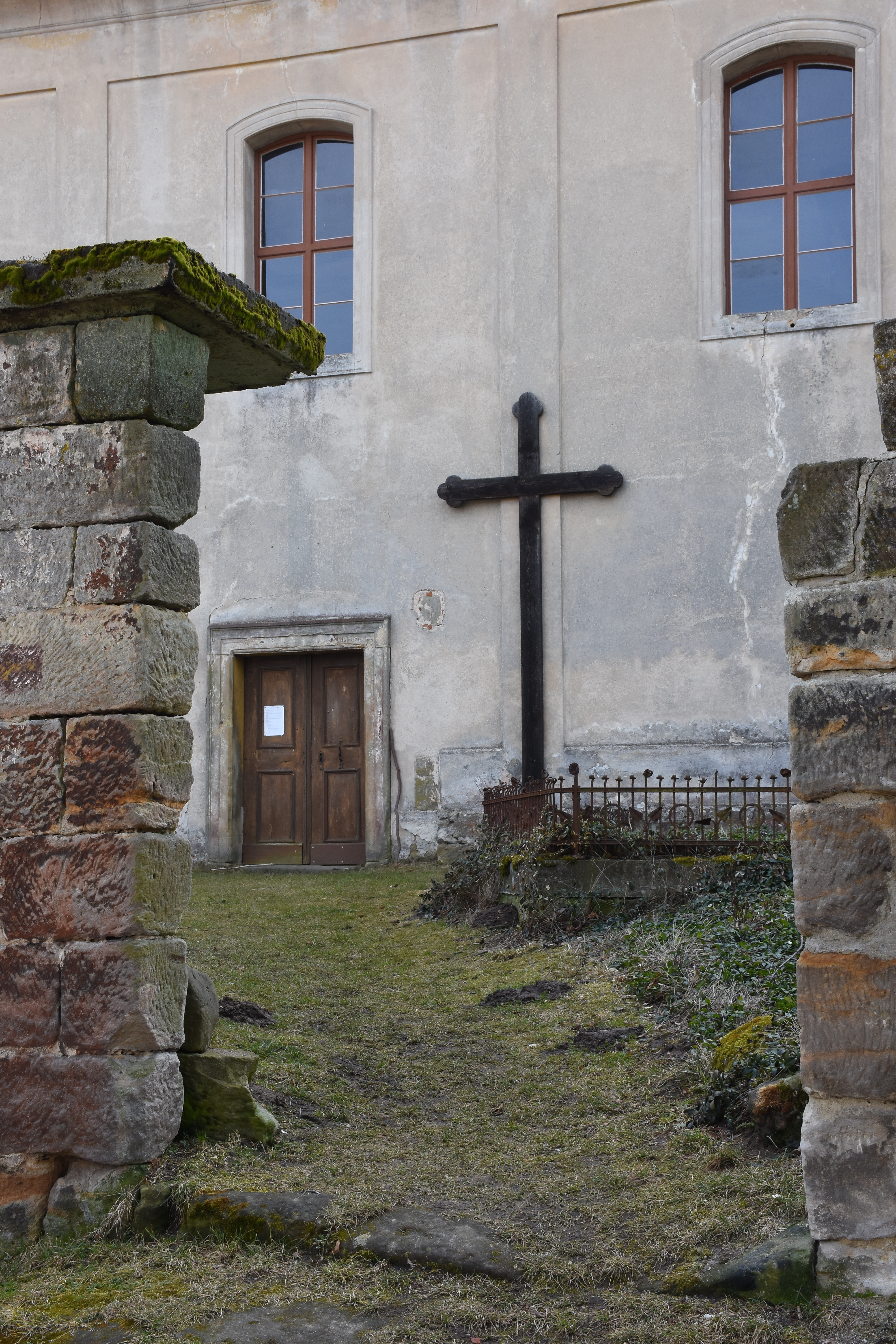
Kříž u zdi kostela
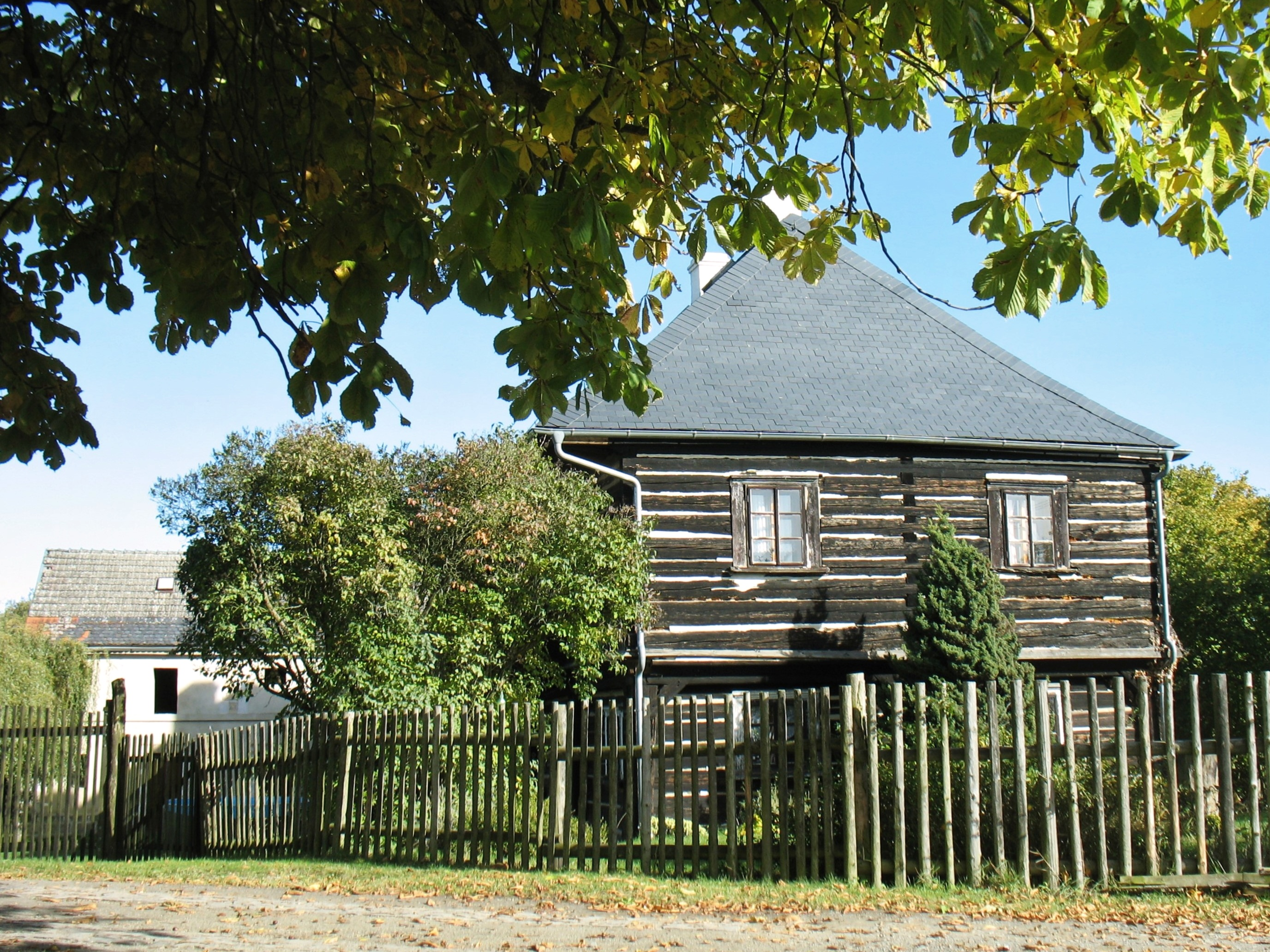
Bývalá fara, památkově chráněná usedlost čp. 4